# Hugo Johnson
Viktor Hugo Johnson (ur. 29 lutego 1908 w Göteborgu, zm. 6 czerwca 1983 w Juan-les-Pins) – szwedzki żeglarz, olimpijczyk, zdobywca srebrnego medalu w regatach na Letnich Igrzyskach Olimpijskich w 1948 roku w Londynie.
Na Letnich Igrzyskach Olimpijskich 1948 zdobył srebro w żeglarskiej klasie Dragon. Załogę jachtu Slaghoken tworzyli również Gösta Brodin i Folke Bohlin.